# Bommelhauck
Das Bommelhauck ist ein 685,7 m ü. NN hoher Berg im Wartburgkreis. Er liegt im Thüringer Wald oberhalb von Steinbach.
Das Bommelhauck besitzt mehrere Nebengipfel: den Frauenberg (595 m), die Zugfinkskuppe (575,4 m), den Floßberg (618,2 m), den Schnepfenberg (677,4 m) sowie den Weißen Stein (625,4 m). In diesem Gebiet wurde schon ab dem Mittelalter Bergbau betrieben. 
Am Weißen Stein lag Schwerspat sogar an der Oberfläche an. Nachdem der Stein als Naturdenkmal erhalten werden sollte, wurde diese Felsformation trotzdem bis Mitte des 20. Jahrhunderts vollständig abgebaut. Bergbau fand unterhalb der Zugfinkskuppe noch bis 1990 statt (siehe auch: Steinbacher Bergwerksbahn). Anschließend wurden alle Gruben im westlichen Thüringer Wald verwahrt.
An einem Ausläufer des Bommelhauck befand sich der Steinbacher Skilift sowie in Rennsteignähe das Ferienobjekt Krätzersrasen. Beide sind nicht mehr in Betrieb. Auf halbem Weg zwischen Steinbach und dem Krätzersrasen befindet sich die Schutzhütte der DRK Bergwacht Steinbach.